# Charalampos Andreopoulos
Charalampos Andreopoulos (Amarousio, 23 gennaio 2001) è un pallavolista greco, schiacciatore del Porto Viro.

## Biografia
È figlio dell'ex pallavolista e allenatore di pallavolo Dīmītrīs Andreopoulos.

## Carriera

### Club
La carriera di Charalampos Andreopoulos inizia nella stagione 2016-17 quando viene ingaggiato dal Panathīnaïkos, nella Volley League greca, a cui resta legato per sei stagioni, vincendo due scudetti e due Coppe di Lega.
Nella stagione 2022-23 si trasferisce alla Prisma Taranto, nella Superlega italiana. Rimane in Italia, scendendo nal campionato cadetto, anche per la stagione seguente, vestendo la maglia del Cuneo e poi quella del Porto Viro per la stagione 2024-25.

### Nazionale
Nel 2017 viene convocato nella nazionale greca Under-17 e in quella Under-19, mentre l'anno successivo è in quella Under-18 e Under-20.
Nel 2019 ottiene le prime convocazioni nella nazionale maggiore.

## Palmarès

### Club
- Campionato greco: 2

2019-20, 2021-22
- Coppa di Lega: 2

2019-20, 2021-22